# 최용수
최용수(崔龍洙, 1971년 9월 10일~)는 대한민국의 축구 지도자이다.
부산광역시 출생으로 금정초등학교, 동래중학교, 동래고등학교, 연세대학교를 졸업했다. 파워 넘치는 직선 슈팅과 공중전에 강하고 문전에서 한번 기회를 잡으면 놓치는 법이 없다 하여 '독수리'라는 별명을 얻게 되었다. J리그에서 활약할 당시에는 일본 언론 측에 의해 '사무라이'라는 별명으로 불리기도 하였다.

## 구단 경력
연세대학교 축구부에서 3학년까지는 두각을 나타내지 못했지만 1993년 FIFA 세계 청소년 축구 선수권 대회 출전 후 1994년 LG 치타스에서 당시 조영증 감독의 의해 K리그 드래프트 2순위로 입단하여, 그 해 K리그 신인상을 받게 되었다. 1996년 12월 상무에 입대해 1999년 2월 군 복무를 마치고 안양 LG 치타스에 복귀하였다. 2000년 K리그 우승에 크게 공헌하여 K리그 최우수선수상(MVP상)를 받게 되었고, 2000년 5월 24일 대전 시티즌와의 원정 경기에서 K리그 통산 25번째로 20-20클럽에 가입하였다. 2001년 대한민국 선수로는 최고 금액의 이적료였던 3억 엔으로 일본 J리그의 제프 유나이티드 이치하라 지바로 옮겨 첫 해에만 득점 순위 2위를 기록하는 등 큰 활약을 펼쳤고, 2001년과 2003년 올스타전에 선발되었다. 특히, 2002년 9월 14일 J리그 8,000번째 골을 넣는 기록을 남기기도 했으며, 2003년 4월에는 2경기 연속 해트트릭을 기록하여 'AFC 4월의 선수'에 선정되어가도 하였다. 2004년 J리그 디비전 2의 교토 퍼플 상가로 1년간 임대되었다가, 2005년 주빌로 이와타로 이적하였다. J리그에서 총 121경기에 출전하여 75골을 기록하였고, 2006년 1월 친정팀인 FC 서울의 플레잉 코치로 복귀하였다.
2006년 8월 5일, 61,235명의 대관중이 운집한 FC 도쿄와의 친선 경기를 끝으로 선수 경력을 마쳤다.

## 국가대표팀 경력
대한민국 U-20 대표로 1993년 FIFA 세계 청소년 축구 선수권 대회 출전, 대한민국 U-23 대표로 1996년 하계 올림픽 출전 각급 대표팀에서 엘리트 코스를 거쳤으며 1995년 1월 31일, 홍콩 칼스버그컵에서 콜롬비아와의 경기로 성인 대표팀 A매치 데뷔전을 치렀으며 이 경기에서 첫번째 골을 넣었다. 이후, 1998년 FIFA 월드컵, 2002년 FIFA 월드컵 등에 참가했다.
1990년대 중후반에는 대한민국을 대표하는 간판 스트라이커로 자리매김했다. 특히, 1998년 FIFA 월드컵 아시아 예선에서는 대회 최다 득점을 기록하며 아시아 최고 스트라이커의 명성 또한 얻을 수 있었다.
1998년 11월 13일 사실상 대표팀간의 경기였던 베이징에서 있었던 중국 프로 선발팀과의 친선경기에 출전하여 골을 터트렸지만 프로 선발팀 명목으로 출전하였기 때문에 공식 A매치로 인정받지 못 하였다. 공식적으로 1995년부터 2003년까지 A매치 69경기에 출장하여 27골을 기록하였다.

### 국가대표팀 주요 국제대회 참가 기록
- 1993년 FIFA 세계 청소년 축구 선수권 대회
- 1996년 하계 올림픽
- 1998년 FIFA 월드컵
- 2000년 CONCACAF 골드컵
- 2002년 CONCACAF 골드컵
- 2002년 FIFA 월드컵

## 지도자 경력

### FC 서울
2006년 8월에 은퇴한 후 FC 서울에서 코치로 활동하며 이장수, 세놀 귀네슈, 넬루 빙가다 등 여러 감독들을 보좌하였다. 2011 시즌을 앞두고 수석코치로 승격되었다가 2011년 4월 26일에 황보관 감독이 성적 부진으로 사임하자 감독 대행이 되었으며, 2011년 12월 9일 정식 감독으로 승격하였다. 2012년 FC 서울 감독 부임 첫 해에 우승을 이끌었다. 감독으로서 서울의 우승을 이끔으로서 선수, 코치, 감독 시절 단일 팀에서 모두 우승을 기록한 최초의 인물이 되었다.
2013 시즌 우승 후유증으로 리그 전반기 부진을 겪었지만 여름부터 구단 최다 연승 타이인 리그 7연승을 기록하여 다시 선두권에 복귀 시켰고 구단 역사상 최초로 AFC 챔피언스리그 우승을 노렸지만 결승전에서 광저우 헝다와 2무를 기록했으나 원정팀 다득점 룰로 인해 준우승에 머물렀다.
2015년 7월 중국 장쑤 궈신 순톈로부터 2년 6개월 50억 원의 연봉으로 감독 제안을 받았지만 이를 거절하고 FC 서울에 잔류하였다. 최용수 감독은 장쑤의 파격적인 제안에 처음에 흔들린 것은 사실이었지만 FC 서울과 차두리, 박주영 등 자신 때문에 서울에 입단한 선수들과의 의리 때문에 잔류를 택하였다고 밝혔다.
2016년 6월 22일 안산과의 FA컵 경기를 마지막으로 FC 서울 지휘봉을 내려놓았다.

### 장쑤 쑤닝
2016년 6월 21일 장쑤 쑤닝 감독으로 공식 선임되었다. 부임 첫해 중국 슈퍼리그와 중국FA컵, 중국 FA 슈퍼컵에서 각각 준우승을 거두었다.
2017년 6월 1일 성적 부진의 책임을 지고 감독직에서 물러났다. 후임은 파비오 카펠로가 선임됐다.

### FC 서울 2기
2018 시즌 서울이 하위 스플릿으로 내려가자 2018년 10월 11일 서울 감독으로 복귀했다. 최용수의 복귀 이후에도 서울은 승강 플레이오프로 밀려나게 되었지만, 부산 아이파크를 1,2차전 합계 4-2로 격파하며 팀을 잔류시켰다.
2019 시즌에는 리그 3위를 기록하며 AFC 챔피언스리그에 진출하는데 성공하였으나, 이듬해인 2020 시즌 초반 부진이 계속되고, FA컵 8강에서 포항 스틸러스에 1-5 대패를 당한 다음날 사퇴하였다.

### 강원 FC
2021년 11월 16일, 강원 FC의 감독으로 낙점했다. 11월 18일 강원 FC 구단주인 최문순 도지사와 첫 대면을 가진 후 기자 간담회를 통해 앞으로의 계획과 각오를 전할 예정이다. 강원의 감독으로 K리그1 11위를 기록하면서 다이렉트 강등을 피했으며 승강 플레이오프에서 대전 하나 시티즌을 상대로 승리해 팀의 잔류에 기여했다.
그러나 성적 부진으로 2023년 6월 15일에 경질됐다.

## 해설가 데뷔
2018년 아시안 게임 SBS 축구 해설위원으로 합류, 재치있는 입담과 애드립을 발휘하며 해설가로서의 데뷔전을 성공적으로 마쳤다. 당시 해설할 당시 신박한 독수리와 욘스라는 닉네임이 있었다. '욘스'는 '용수'의 일본어 발음이다.
2020년 하계 올림픽 SBS 축구 해설위원으로 합류했다.

## 방송 출연
SBS 예능 프로그램 골 때리는 그녀들에서 FC 구척장신 팀의 감독을 맡았다.
강원 FC에서 물러난 후에는 쿠팡플레이에서 방송하는 "슈팅스타"라는 프로그램의 진행을 맡았다.

## 플레이 성향
잔기술보다는 투지 넘치고 부지런한 플레이로 그라운드를 제압하고 어느 위치에서든 슛을 할 수 있는 스트라이커였으며, 뛰어난 신체적 조건과 테크닉으로 득점은 물론 포스트 플레이 양면에서 좋은 활약을 보였다. 힘있고 거침없는 플레이로 파워형 스트라이커로 분류되었다.

## 경력 목록

### 구단 경력
- 1994년 ~ 2000년  LG 치타스 / 안양 LG 치타스
- 1997년 ~ 1998년 →  상무 (군복무)
- 2001년 ~ 2004년  제프 유나이티드 이치하라 지바
- 2004년 →  교토 퍼플 상가 (임대)
- 2005년  주빌로 이와타
- 2006년  FC 서울

### 국가대표팀 경력
- 1992년 ~ 1993년  대한민국 U-20 축구 국가대표팀
- 1994년 ~ 1996년  대한민국 U-23 축구 국가대표팀
- 1995년 ~ 2003년  대한민국 축구 국가대표팀

### 지도자 경력
- 2006년 9월 ~ 2010년 12월  FC 서울 코치
- 2011년 1월 ~ 2011년 4월  FC 서울 수석코치
- 2011년 4월 ~ 2011년 12월  FC 서울 감독대행
- 2012년 1월 ~ 2016년 6월  FC 서울 감독
- 2016년 6월 ~ 2017년 5월  장쑤 쑤닝 감독
- 2018년 10월 ~ 2020년 7월 FC 서울 감독
- 2021년 11월 ~ 2023년 6월  강원 FC 감독

### 해설가 경력
- 2018년 자카르타-팔렘방 아시안게임 SBS 해설위원
- 2020년 도쿄 올림픽 SBS 해설위원

## 수상 내역
| 선수 클럽 LG 치타스･안양 LG 치타스 K리그1 ● 우승 (1) : 2000 ● 4위 (1) : 2006 FA컵 ● 우승 (1) : 1998 ● 3위 (2) : 1997 , 1999 리그컵 ● 우승 (1) : 2006 ● 준우승 (2) : 1994 , 1999아 ● 3위 (3) : 1998아 , 1998필 , 2000아 슈퍼컵 ● 준우승 (1) : 1999 국가대표팀 대한민국 FIFA 월드컵 ● 4위 (1) : 2002 개인 1994년 K리그 신인선수상 수상 1995년 K리그 인기상 수상 1999년 FA컵 득점상 수상 1999년 올해의 키카 골 특별상 수상 2000년 K리그 베스트 11 선정 2000년 K리그 최우수선수상 수상 2001년 체육인의 날 최우수선수상 수상 2002년 체육훈장 맹호장 수훈 2002년 자황컵 체육대상 남자 최우수상 수상 | 코치 클럽 FC 서울 K리그1 ● 우승 (1) : 2010 ● 준우승 (1) : 2008 ● 4위 (1) : 2006 리그컵 ● 우승 (1) : 2010 ● 준우승 (1) : 2007 ● 3위 (1) : 2009 | 감독 클럽 FC 서울 K리그1 ● 우승 (1) : 2012 ● 3위 (1) : 2014 ● 4위 (2) : 2013 , 2015 FA컵 ● 우승 (1) : 2015 ● 준우승 (1) : 2014 AFC 챔피언스리그 ● 준우승 (1) : 2013 ● 3위 (1) : 2014 장쑤 쑤닝 중국 슈퍼리그 ● 2위 (1) : 2016 FA컵 ● 준우승 (1) : 2016 중국 FA 슈퍼컵 ● 준우승 (1) : 2017 개인 2012년 K리그 감독상 수상 2013년 AFC 올해의 감독상 수상 2015년 FA컵 감독상 |

## 그 외
1996년 나이키의 글로벌 축구광고 선 대 악(Good vs Evil) 편에 호나우두, 파올로 말디니, 에리크 캉토나 등 세계적인 축구 스타들과 함께 출연하여 큰 화제를 불러모았다.
2005년 6월에 결혼했으나 2006년 11월에 이혼했다. 2007년 12월 전윤정 씨와 재혼하여 2008년 6월 첫 딸이 태어났다.

## 참고 자료
- FC 서울 웹진 2007년 8월호 - FC서울의 레전드를 찾아서 ‘악바리’이영진과 ‘독수리’최용수 코치
- 최용수 인터뷰 - FC서울 최용수감독대행, "골세리머니가 난동 수준이라고요?" (2011년 6월 17일)
- 최용수 인터뷰 - 최용수 감독 "FC서울, 겉과 다르게 내부기강 장난 아냐" (2012년 1월 18일)
- 최용수 인터뷰 - 최용수 감독, 광고판·웨스트햄·서울극장을 말하다 (2014년 9월 16일)
- 최용수 인터뷰 - 최용수의 2014년, 텐백 "YES" 새가슴 "NO" (2014년 12월 17일)
- 최용수 인터뷰 - ‘장쑤 러브콜’ 털어놓은 최용수① “60억, 하늘이 시험한 미끼였다”
- 최용수 인터뷰 - ‘장쑤 러브콜’ 털어놓은 최용수② “1%의 후회도 없다”
- 최용수 인터뷰 - ‘장쑤 러브콜’ 털어놓은 최용수③ “두리와 주영이가 눈에 밟혔다”
- 최용수 인터뷰 -‘여우가 된 독수리’ 최용수, ‘밀당’을 넘어선 관리의 귀재
- 최용수 인터뷰 - 감독 최용수가 동물의 왕국에서 사는 법
- 구윤경의 포토카툰 - 최용수 감독의 꿈은 '중간순위 1위'가 아니다
- 임성일의 사람 - 최용수 감독 "인사가 만사, 사람이 먼저다" ①
- 임성일의 사람 - 최용수 감독 "내 이름이 사라지고 있다" ②
- 필드에서 만난 사람 - '철학자가 된 독수리' FC서울 최용수 감독
- SQ포커스 - FC서울에 20년 청춘 바친 최용수, 보내고 떠나는 '우문현답'
- 최용수 인터뷰 - 벌써 지도자 10년, 최용수 인터뷰①"나는 '명장'이기를 거부한다"
- 최용수 인터뷰 - 벌써 지도자 10년, 최용수 인터뷰②"트레블? 신은 공평하다"
- 최용수 인터뷰 - 벌써 지도자 10년, 최용수 인터뷰③가장 기억에 남는 경기 TOP 5 & 역대 베스트 11
- 최용재의 훈훈한 축구 - 최용수가 황선홍에게 "고생하셨습니다, 고맙습니다"
- 이영미 인터뷰 - 최용수 감독 “서울의 봄? 난 따뜻한 겨울 맞이할 것”